# Halina Mieczkowska
Halina Mieczkowska (ur. 25 stycznia 1950 w Kobylinie) – polska słowacystka, doktor habilitowany nauk humanistycznych, profesor nadzwyczajny Uniwersytetu Jagiellońskiego, rektor Państwowej Wyższej Szkoły Zawodowej im. Jana Grodka w Sanoku w latach 2003–2012.

## Życiorys
Urodziła się 25 stycznia 1950 w Kobylinie na ziemi podlaskiej. W 1973 ukończyła studia slawistyki o specjalności słowacystyki na Uniwersytecie Jagiellońskim. W 1982 obroniła doktorat na podstawie pracy pt. Denominalne derywaty czasownikowe o formantach prefiksalno-sufiksalnych w języku polskim i słowackim, która została wyróżniona indywidualną nagrodą ministra III stopnia. 26 września 1994 na Wydziale Filologicznym UJ uzyskała habilitację w dziedzinie nauk humanistycznych o specjalności językoznawstwo na podstawie pracy pt. Kategoria gramatyczna liczebników w ujęciu konfrontatywnym polsko-słowackim. W 2002 została profesorem nadzwyczajnym w Instytucie Filologii Słowiańskiej Wydziału Filologicznego UJ. W IFS była od 1991 sekretarzem naukowym, od 1996 do 2002 wicedyrektorem, a w 1997 została kierownikiem Katedry Filologii Słowackiej.
Od czasu powołania w 2001 Państwowej Wyższej Szkole Zawodowej im. Jana Grodka w Sanoku podjęła także pracę w Zakładzie Języka i Kultury Słowackiej tej uczelni, którym kierowała od 2001 do 2003. Została profesorem nadzwyczajnym sanockiej PWSZ. 17 czerwca 2003 wybrana na kadencję uzupełniającą do 31 sierpnia 2006, a 29 maja 2006 na następną kadencję od 1 września 2006. Funkcję rektora sprawowała do 2012.
Zainteresowania naukowe i przedmioty badań morfologia (słowotwórstwo języka współczesnego, fleksja współczesna z uwzględnieniem elementów rozwoju historycznego, szczególnie dynamika rozwoju fleksyjnego w ujęciu polsko-słowackim), leksykologia z frazeologią, leksykografia, dialektologia (dialekty wschodniosłowackie i orawskie), rozwój językoznawstwa słowacystycznego w Polsce oraz historia słowacystyki, typologia i gramatyka konfrontatywna polsko-słowacka. Do 2006 autorka około 100 publikacji, w tym czterech monografii oraz wielu artykułów, rozpraw, recenzji. Współautorka dwutomowego Słownika słowacko-polskiego i Rozmówek słowacko-polskich. Członkini komisji naukowych, w tym Polskiego Towarzystwa Językoznawczego, Komisji Językoznawstwa Polskiej Akademii Nauk, Komisji Słowianoznawstwa Oddziału Polskiej Akademii Nauk (w tej ostatniej od 1993 do 1996 była sekretarzem naukowym, a od 1996 do 2003 wiceprzewodniczącą). Została członkinią Rady Funduszu Królowej Jadwigi w UJ.
Odznaczona Złotym Krzyżem Zasługi, w 2009 udekorowana Medalem Komisji Edukacji Narodowej. Otrzymała Medal Rektora Uniwersytetu Komeńskiego w Bratysławie oraz nagrody Ministra Edukacji Narodowej i Sportu.

## Publikacje
- Denominalne derywaty czasownikowe o formantach prefiksalno-sufiksalnych w języku polskim i słowackim (studium kontrastywne) (1985)[2]
- Kategoria gramatyczna liczebników w ujęciu konfrontatywnym polsko-słowackim (1994)[2]
- Studia nad liczebnikiem (na materiale polskim i słowackim) (1995)
- Liczebniki na co dzień (1996, 2000)[2]
- Słownika słowacko-polskiego (1998, współautorki: Z. Jurczak-Trojan, M. Papierz, E. Orwińska-Ruziczka)[2]
- Rozmówki polsko-słowackie (2001, współautorka A. Krčová)[2]
- Dynamika rozwoju fleksji nominalnej w ujęciu typologicznym słowacko-polskim (2003)[2]